# Pilumnus ransoni
Pilumnus ransoni is een krabbensoort uit de familie van de Pilumnidae. De wetenschappelijke naam van de soort is voor het eerst geldig gepubliceerd in 1961 door Forest & Guinot.